# Municipio de Dzemul
Dzemul es uno de los 106 municipios en que se divide el estado mexicano de Yucatán. Su cabecera es la población homónima. Se localiza geográficamente en el norte del estado. Según estimaciones para el 2008, el municipio cuenta con una población de 3,326 habitantes.
Este municipio le ha dado recientemente dos gobernadores a Yucatán: Víctor Cervera Pacheco e Ivonne Ortega Pacheco.

## Zona arqueológica

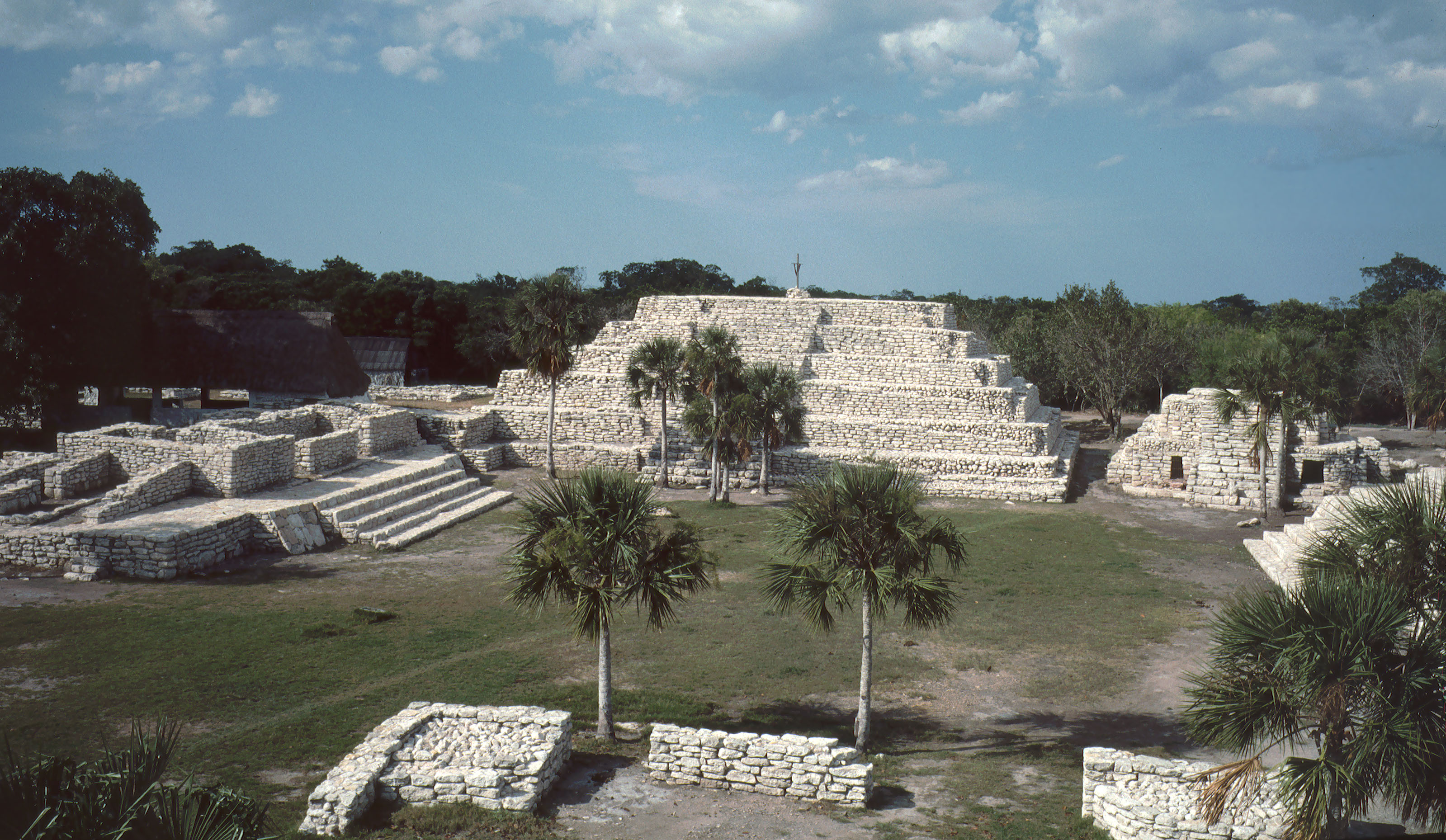
Sitio de Xcambó en la costa del municipio de Dzemul.

- Xcambó, uno de los más importantes sitios arqueológicos costeros en Yucatán.

## Demografía

### Localidades
La población de las principales localidades según el censo de población y vivienda 2020 es la siguiente:
| Localidad        | Población |
| Total Municipio  | 3,622     |
| Dzemul           | 3,467     |
| San Eduardo      | 57        |
| San Benito       | 42        |
| San Diego Guerra | 25        |
| San Bruno        | 10        |
| Xtampú           | 10        |

## Geografía
El municipio de Dzemul tiene una extensión de 123.21 km². Su territorio es prácticamente plano, sin ningún tipo de relieve que modifique la elevación del terreno. Como gran parte de la península de Yucatán no tiene corrientes superficiales de agua, sino subterráneas que forman cenotes y ocasionalmente aguadas. El clima es cálido subhúmedo, con temperatura media de 26.3 °C.

## Actividades económicas
Dzemul ha formado parte de la actividad henequenera en una de las zonas de mejor rendimiento agrícola del henequén. Aunque la agroindustria ha perdido peso específico a nivel estatal, sigue teniendo importancia relativa en la economía local. Otros cultivos son también importantes: el maíz y la horticultura. La ganadería porcina y bovina son practicadas así mismo en la región. La pesca en el cercano litoral del golfo de México y el comercio son los otros sectores económicos que dan empleo a la población municipal.

## Política

### División administrativa
Además de la cabecera municipal, en el municipio se encuentran otras doce localidades. El municipio de Dzemul tiene como división 2 juntas municipales y 1 comisaría municipal.

### Representación legislativa
Dzemul forma parte para efecto de su representación legislativa:
Local:
- IX Distrito Electoral Local de Yucatán con cabecera en Progreso

Federal:
- II Distrito Electoral Federal de Yucatán